# Malika Dzumaev

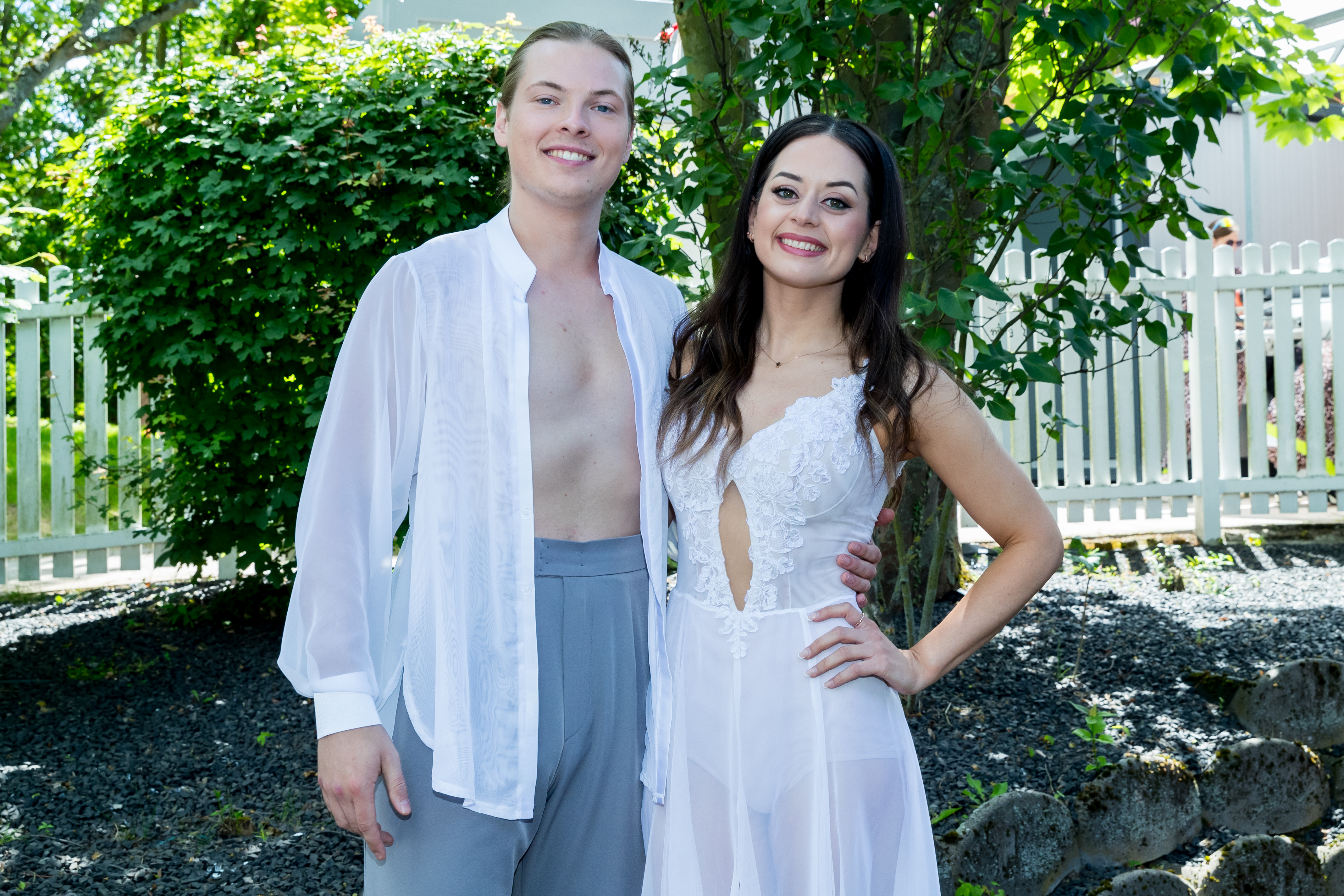
Malika Dzumaev & Gabriel Kelly (2024)

Malika Dzumaev [dʒumajɛv] (russisch Малика Джумаев / Malika Dschumajew; * 22. Februar 1991 in Petrowsk, Russische SFSR, Sowjetunion) ist eine deutsche Tänzerin in der Sparte Lateinamerikanische Tänze. Deutschlandweite Bekanntheit erlangte sie durch ihre seit 2021 andauernde Teilnahme an der RTL-Tanzshow Let’s Dance, in der sie seither zum Profistab der Sendung gehörte.

## Leben
Malika Dzumaev verbrachte ihre ersten Lebensjahre in Russland, ehe sie im Alter von zehn Jahren gemeinsam mit ihrer Familie nach Deutschland übersiedelte. Im Jahr 2020 erwarb sie an der Universität Bremen, der Stadt, in der Dzumaev bis heute lebt, den Bachelor in Public Health/Gesundheitswissenschaften. Seit 2021 besitzt sie zudem die A-Wertungsrichterlizenz.

## Tanzsport

### Anfänge
Ihre Laufbahn im Turniertanz begann Dzumaev im Jahr 2003, nachdem sie zuvor bereits erste Erfahrungen im Bereich des Tanzes in Russland gesammelt hatte. Der Verein, für den sie an Wettbewerben teilnahm, war der TSG Erkelenz. Ihr tänzerisches Repertoire umfasst sowohl lateinamerikanische als auch Standardtänze. Erste Tanzpartnerschaften schloss sie mit Alexander Tichonow (2006–2008/9), Lars Erik Pastor (2008/9–2010), im Jahr 2011 kurzzeitig mit Stanislav Kestel und schließlich mit Jan Dvoracek (2013–2015). Ab dem Jahr 2013 tanzte sie für den Grün-Gold-Club Bremen.

### Zsolt Sándor Cseke
Die gemeinsame Tanzpartnerschaft mit Zsolt Sándor Cseke begann im Jahr 2015, wobei das Paar in der höchsten deutschen Startklasse für Amateure, der Hauptgruppe S-Latein, startete. Im Januar 2022 gab das Tanzpaar seinen Wechsel zur Professional Division des Deutschen Tanzsportverbandes bekannt.
Dzumaev und Cseke waren Mitglieder des deutschen Bundeskaders. Ihre beste Platzierung in der DTV-Rangliste erreichten sie im Januar 2020 mit dem dritten Platz.
Die Beendigung ihrer aktiven Laufbahn als Turniertänzer erfolgte, laut Datenbank der World DanceSport Federation, zum 1. Februar 2024. Der Beschluss, sich vom Tanzsport zu verabschieden, wurde Ende August 2024 öffentlich bekanntgegeben, als das Paar während einer Veranstaltung ihren „letzten gemeinsamen Tanz“ darbot. In einer Mitteilung, welche wenige Tage zuvor publiziert wurde, verkündeten Dzumaev und Cseke, dass sie sich nach einer insgesamt neunjährigen Liebesbeziehung getrennt hätten.

## Let’s Dance
Dzumaev ist seit 2021 Teilnehmerin an der RTL-Tanzshow Let’s Dance. In der 14. Staffel 2021 war Mickie Krause ihr Tanzpartner, mit dem sie in Folge 6 ausschied. In der 15. Staffel tanzt sie mit Timur Ülker, mit dem sie in Folge 7 ausschied. Beim Weihnachts-Special 2022 tanzte sie mit Rúrik Gíslason, mit dem sie die Show gewann. Es folgte in den beiden Jahren danach Siege im Profiturnier mit Zsolt Sándor Cseke und in der Staffel mit Gabriel Kelly.
| Staffel (Jahr)       | Partner            | Platzierung |
| -------------------- | ------------------ | ----------- |
| 14 (2021)            | Mickie Krause      | 09.         |
| 15 (2022)            | Timur Ülker        | 08.         |
| Special 2022         | Rúrik Gíslason     | 01.         |
| 16 (2023)            | Younes Zarou       | 11.         |
| Profi-Challenge 2023 | Zsolt Sándor Cseke | 01.         |
| 17 (2024)            | Gabriel Kelly      | 01.         |
| 18 (2025)            | Ben Zucker         | 11.         |

## Erfolge (Auswahl)
- 2013: 1. Platz Ranglistenturnier Hgr. S-Latein[12]
- 2013: 2. Platz Ranglistenturnier Hgr. S-Latein[13]
- 2013: 3. Platz Adult Rising Star Latin[14]
- 2014: 3. Platz Deutsche Meisterschaft S-Latein[15]
- 2014: 2. Platz WDSF International Open Latin[16]
- 2014: 2. Platz Ranglistenturnier Hgr. S-Latein[17]
- 2016: 2. Platz Ranglistenturnier Hgr. S-Latein[18]
- 2016: 2. Platz DTV-Ranglistenturnier Hgr. S-Latein[19]
- 2017: 1. Platz WDSF International Open Latin[20]
- 2017: 2. Platz Ranglistenturnier Hgr. S-Latein[21]
- 2017: 2. Platz DTV-Ranglistenturnier Hgr. S-Latein[22]
- 2018: 3. Platz WDSF International Open Latin[23]
- 2018: 1. Platz DTV-Ranglistenturnier Hgr. S-Latein[24]
- 2018: 1. Platz North European Championship Adults Latin[25]
- 2019: 3. Platz WDSF International Open Latin[26]
- 2019: 2. Platz DTV-Ranglistenturnier Hgr. S-Latein[27]

Weiterhin errang sie mehrfach Medaillenplätze bei den Norddeutschen Meisterschaften bzw. den Landesmeisterschaften Bremen in der Hauptgruppe S-Latein:
- 2013[28], 2014[29], 2017[30], 2020[31]: 1. Platz Norddeutsche Meisterschaft Hgr. S-Latein
- 2016: 1. Platz Landesmeisterschaft Bremen Hgr. S-Latein[32]
- 2019: 2. Platz Norddeutsche Meisterschaft Hgr. S-Latein[33]

Erfolge bei den Professionals:
- 2022: 2. Platz Professional Super Grand Prix Latin[34], 2. Platz Europameisterschaft Professional Division[35], 3. Platz Weltmeisterschaft PD Latein[36]